# Saison 2003-2004 des Celtics de Boston
La saison 2003-2004 des Celtics de Boston est la 58e saison de la franchise américaine de la National Basketball Association (NBA).
Durant l’intersaison, les Celtics ont acquis Raef LaFrentz, coéquipier de Paul Pierce lors du cursus universitaire à Kansas, des Mavericks de Dallas. Le changement d'effectif des Celtics a continué en décembre lorsque Tony Battie et Eric Williams ont tous deux été échangés aux Cavaliers de Cleveland pour Ricky Davis. En février, Mike James a été échangé aux Pistons de Détroit pour Lindsey Hunter et Chucky Atkins dans un échange impliquant trois équipes, dont les Hawks d'Atlanta.
L’entraîneur principal des Celtics, Jim O’Brien, a démissionné après un début de saison de 22-24. Il a été remplacé par John Carroll pour le reste de la saison. Cependant, les Celtics perdent 12 de leurs 13 premiers matchs sous la direction de Carroll. Lorsque le manager général, Danny Ainge, a déclaré que les Celtics feraient mieux de manquer les playoffs, l'équipe a débuté une belle remontée, puisqu'ils affiché un bilan de 9-5 en mars. Au cours de la saison régulière, Pierce a été sélectionné pour le NBA All-Star Game 2004. Les Celtics, malgré une quatrième place dans la division Atlantique avec un bilan négatif de 36-46, se sont qualifiés pour les playoffs en tant que tête de série numéro 8 de la NBA. Ils ont été éliminés en quatre matchs par les Pacers de l'Indiana au premier tour. À l'issue de la saison, Carroll n'est pas renouvelé comme entraîneur et est remplacé par Doc Rivers, congédié par le Magic d'Orlando cette saison.

## Draft
| Tour | Rang | Joueur         | Position | Nationalité | Provenance     |
| ---- | ---- | -------------- | -------- | ----------- | -------------- |
| 1    | 16   | Troy Bell      | PG       | États-Unis  | Boston College |
| 1    | 20   | Dahntay Jones  | SG       | États-Unis  | Duke           |
| 2    | 56   | Brandon Hunter | PF       | États-Unis  | Ohio           |

## Classements de la saison régulière
| Conférence Est | Conférence Est                 | Conférence Est | Conférence Est | Conférence Est |
| No             | Franchise                      | Vic.           | Déf.           | PCT            |
| -------------- | ------------------------------ | -------------- | -------------- | -------------- |
| 1              | Pacers de l'Indiana            | 61             | 21             | 74.4           |
| 2              | Nets du New Jersey             | 47             | 35             | 57.3           |
| 3              | Pistons de Détroit C           | 54             | 28             | 65.9           |
| 4              | Heat de Miami                  | 42             | 40             | 51.2           |
| 5              | Hornets de La Nouvelle-Orléans | 41             | 41             | 50.0           |
| 6              | Bucks de Milwaukee             | 41             | 41             | 50.0           |
| 7              | Knicks de New York             | 39             | 43             | 47.6           |
| 8              | Celtics de Boston              | 36             | 46             | 43.9           |
|                |                                |                |                |                |
| 9              | Cavaliers de Cleveland         | 35             | 47             | 42.7           |
| 10             | Raptors de Toronto             | 33             | 49             | 40.2           |
| 11             | 76ers de Philadelphie          | 33             | 49             | 40.2           |
| 12             | Hawks d'Atlanta                | 28             | 54             | 34.1           |
| 13             | Wizards de Washington          | 25             | 57             | 30.5           |
| 14             | Bulls de Chicago               | 23             | 59             | 28.0           |
| 15             | Magic d'Orlando                | 21             | 61             | 25.6           |

| Division Atlantique   | V  | D  | PCT  | GB |
| --------------------- | -- | -- | ---- | -- |
| Nets du New Jersey    | 47 | 35 | 57.3 | -  |
| Heat de Miami         | 42 | 40 | 51.2 | 5  |
| Knicks de New York    | 39 | 43 | 47.6 | 8  |
| Celtics de Boston     | 36 | 46 | 43.9 | 11 |
| 76ers de Philadelphie | 33 | 49 | 40.2 | 14 |
| Wizards de Washington | 25 | 57 | 30.5 | 22 |
| Magic d'Orlando       | 21 | 61 | 25.6 | 26 |

## Effectif
| Numéro | Joueur           | Position | Provenance         |
| ------ | ---------------- | -------- | ------------------ |
| 0      | Walter McCarty   | PF       | Kentucky           |
| 4      | Chris Mihm       | C        | Texas              |
| 5      | Michael Stewart  | C        | California         |
| 7      | Chucky Atkins    | PG       | South Florida      |
| 11     | Marcus Banks     | PG       | UNLV               |
| 12     | Ricky Davis      | SF       | Iowa               |
| 13     | Dana Barros      | SG       | Boston College     |
| 20     | Jumaine Jones    | SG       | Georgia            |
| 30     | Mark Blount      | C        | Pitt               |
| 34     | Paul Pierce      | SG       | Kansas             |
| 43     | Kendrick Perkins | C        | Clifton J. Ozen HS |
| 44     | Jiří Welsch      | SG       | République Tchèque |
| 45     | Raef LaFrentz    | C        | Kansas             |
| 56     | Brandon Hunter   | PF       | Ohio University    |

## Statistiques

### Saison régulière
| Joueur           | MJ | MC | MPG  | FG%  | 3P%   | FT%   | RPG | APG | SPG | BPG | PPG  |
| ---------------- | -- | -- | ---- | ---- | ----- | ----- | --- | --- | --- | --- | ---- |
| Chucky Atkins    | 24 | 24 | 33.0 | .418 | .351  | .778  | 1.9 | 5.3 | 1.1 | 0.0 | 12.0 |
| Vin Baker        | 37 | 33 | 27.0 | .505 | .000  | .732  | 5.7 | 1.5 | 0.6 | 0.6 | 11.3 |
| Marcus Banks     | 81 | 2  | 17.1 | .400 | .314  | .756  | 1.6 | 2.2 | 1.1 | 0.2 | 5.9  |
| Dana Barros      | 1  | 0  | 11.0 | .667 | -     | 1.000 | 0.0 | 0.0 | 0.0 | 0.0 | 6.0  |
| Tony Battie      | 23 | 6  | 21.8 | .479 | 1.000 | .697  | 5.1 | 0.9 | 0.3 | 0.9 | 5.9  |
| Mark Blount      | 82 | 73 | 29.3 | .566 | -     | .719  | 7.2 | 0.9 | 1.0 | 1.3 | 10.3 |
| Kedrick Brown    | 21 | 10 | 19.4 | .455 | .375  | .615  | 3.2 | 1.2 | 0.8 | 0.1 | 5.2  |
| Ricky Davis      | 57 | 5  | 29.4 | .488 | .380  | .732  | 4.2 | 2.6 | 1.2 | 0.2 | 14.1 |
| Brandon Hunter   | 36 | 12 | 11.3 | .457 | .000  | .442  | 3.3 | 0.5 | 0.4 | 0.0 | 3.5  |
| Mike James       | 55 | 55 | 30.6 | .418 | .381  | .800  | 3.2 | 4.4 | 1.3 | 0.0 | 10.7 |
| Jumaine Jones    | 42 | 2  | 8.9  | .344 | .295  | .609  | 1.6 | 0.3 | 0.3 | 0.2 | 2.2  |
| Raef LaFrentz    | 17 | 1  | 19.3 | .460 | .200  | .769  | 4.6 | 1.4 | 0.5 | 0.8 | 7.8  |
| Walter McCarty   | 77 | 23 | 24.7 | .388 | .374  | .756  | 3.1 | 1.6 | 0.9 | 0.3 | 7.9  |
| Chris Mihm       | 54 | 16 | 17.4 | .500 | -     | .644  | 5.1 | 0.2 | 0.5 | 0.8 | 6.1  |
| Kendrick Perkins | 10 | 0  | 3.5  | .533 | -     | .667  | 1.4 | 0.3 | 0.0 | 0.2 | 2.2  |
| Paul Pierce      | 80 | 80 | 38.7 | .402 | .299  | .819  | 6.5 | 5.1 | 1.6 | 0.7 | 23.0 |
| Michael Stewart  | 17 | 0  | 4.2  | .400 | -     | .500  | 0.6 | 0.0 | 0.1 | 0.1 | 0.3  |
| Jiří Welsch      | 81 | 68 | 26.9 | .428 | .381  | .743  | 3.7 | 2.3 | 1.2 | 0.1 | 9.2  |
| Eric Williams    | 21 | 0  | 24.4 | .435 | .344  | .716  | 4.5 | 1.2 | 1.0 | 0.0 | 11.6 |

### Playoffs
| Joueur          | MJ | MC | MPG  | FG%   | 3P%  | FT%   | RPG | APG | SPG | BPG | PPG  |
| --------------- | -- | -- | ---- | ----- | ---- | ----- | --- | --- | --- | --- | ---- |
| Chucky Atkins   | 4  | 4  | 33.3 | .436  | .300 | .895  | 3.5 | 3.8 | 0.8 | 0.0 | 13.5 |
| Marcus Banks    | 4  | 0  | 15.0 | .438  | .400 | 1.000 | 1.8 | 1.8 | 0.5 | 0.3 | 5.0  |
| Dana Barros     | 1  | 0  | 1.0  | .000  | -    | -     | 0.0 | 0.0 | 0.0 | 0.0 | 0.0  |
| Mark Blount     | 4  | 4  | 36.3 | .486  | -    | .737  | 9.3 | 1.0 | 1.5 | 2.0 | 12.0 |
| Ricky Davis     | 4  | 0  | 30.8 | .400  | .400 | .688  | 3.0 | 3.5 | 0.5 | 0.0 | 11.8 |
| Brandon Hunter  | 3  | 0  | 3.3  | 1.000 | -    | -     | 1.0 | 0.3 | 0.0 | 0.3 | 0.7  |
| Jumaine Jones   | 2  | 0  | 14.0 | .333  | .000 | -     | 2.5 | 1.0 | 0.0 | 0.0 | 2.0  |
| Walter McCarty  | 4  | 4  | 31.8 | .478  | .400 | -     | 5.3 | 2.0 | 0.5 | 0.5 | 7.0  |
| Chris Mihm      | 4  | 0  | 16.3 | .318  | -    | .600  | 4.5 | 0.0 | 1.0 | 1.0 | 5.0  |
| Paul Pierce     | 4  | 4  | 40.5 | .342  | .294 | .839  | 8.8 | 2.5 | 1.3 | 1.0 | 20.8 |
| Michael Stewart | 1  | 0  | 2.0  | -     | -    | -     | 0.0 | 0.0 | 0.0 | 0.0 | 0.0  |
| Jiří Welsch     | 4  | 4  | 26.0 | .478  | .250 | 1.000 | 3.0 | 2.3 | 0.5 | 0.0 | 8.0  |

## Transactions

### Échanges
| 29 juillet | Vers les Cavaliers de ClevelandJ. R. Bremer Bruno Šundov Second tour de draft 2005 | Vers les Celtics de BostonJumaine Jones |

| 20 octobre | Vers les Mavericks de DallasTony Delk Antoine Walker | Vers les Celtics de BostonRaef LaFrentz Chris Mills Jiří Welsch Premier tour de draft 2004 |

| 15 décembre | Vers les Cavaliers de ClevelandTony Battie Kedrick Brown Eric Williams | Vers les Celtics de BostonRicky Davis Chris Mihm Michael Stewart Second tour de draft 2005 |

| 19 février | Vers les Celtics de BostonChucky Atkins (de Détroit) Lindsey Hunter (de Détroit) Premier tour de draft 2004 (de Détroit) | Vers les Hawks d'AtlantaChris Mills (de Boston) Željko Rebrača (de Détroit) Bob Sura (de Détroit) Premier tour de draft 2004 (de Détroit) Vers les Pistons de DétroitMike James (de Boston) Rasheed Wallace (d'Atlanta) |

### Agents libres
| Arrivées   | Arrivées             | Arrivées        |
| Joueur     | Date de la signature | Ancienne équipe |
| ---------- | -------------------- | --------------- |
| Mike James | 25 juillet           | Heat de Miami   |

| Départs        | Départs              | Départs            |
| Joueur         | Date de la signature | Nouvelle équipe    |
| -------------- | -------------------- | ------------------ |
| Vin Baker      | 18 février           | Knicks de New York |
| Lindsey Hunter | 25 février           | Pistons de Détroit |

## Récompenses
- Paul Pierce, NBA All-Star